# Lubas & Sohn
Lubas & Sohn ist ein ehemaliger österreichischer Hersteller von Harmonikainstrumenten.
Bereits 1888 gründeten Lubas und sein Sohn eine für damalige Verhältnisse große Harmonikafabrik in Windischgrätz in der Steiermark (heute Slovenj Gradec) und  Unterdrauburg in Kärnten (heute Dravograd), später bestand die Firma einige Zeit lang in Laibach/Ljubljana. Nach 1918 verlegte Lubas die Produktion von Slowenien nach Klagenfurt.
Die Harmonikaerzeugung von Lubas bestand bis Anfang der 1960er Jahre als Familienbetrieb durch drei Generationen, sie war bis dahin der größte Erzeuger von Harmonikas mit Helikonstimmplatten.
Franz Lubas II. wurde 1945 von slowenischen Partisanen aus politischen Gründen ermordet, sein Sohn führte aber den Betrieb weiter. In den 1960er-Jahren wurde auf Möbelerzeugung umgestellt, die Werkzeuge und Maschinen für die Harmonikaerzeugung wurden an die österreichische Firma Novak Harmonikas in Klagenfurt verkauft.
Lubas erzeugte neben den diatonischen Instrumenten auch alle anderen Arten von chromatischen Akkordeons.
Die Firma exportierte in alle Welt, besonders aber auch in den osteuropäischen Raum.
Die Helikoninstrumente waren fast baugleich mit den Erzeugnissen der Firma Novak. Das Firmenschild hatte als Dekor zwei Meerjungfrauen oder zwei Engel mit Trompeten am Diskant. Und am Bassteil war wie bei der Firma Novak der Lindwurm dargestellt. Wann dies das erste Mal so in Mode kam, ist unklar, aber kaum vor 1918. Laibach und Klagenfurt führen im Wappen den Lindwurm.    
Bei der Firma Lubas wurden etliche Harmonikabauer ausgebildet. Unter anderen lernten Anton Mervar und Josef Fleiß das Handwerk in diesem Betrieb. 
Josef Fleiß war mehrsprachig (deutsch und slowenisch), nach seiner Ausbildung war er Geschäftsführer der Zweigstelle in Slowenien.